# 雄物川放水路

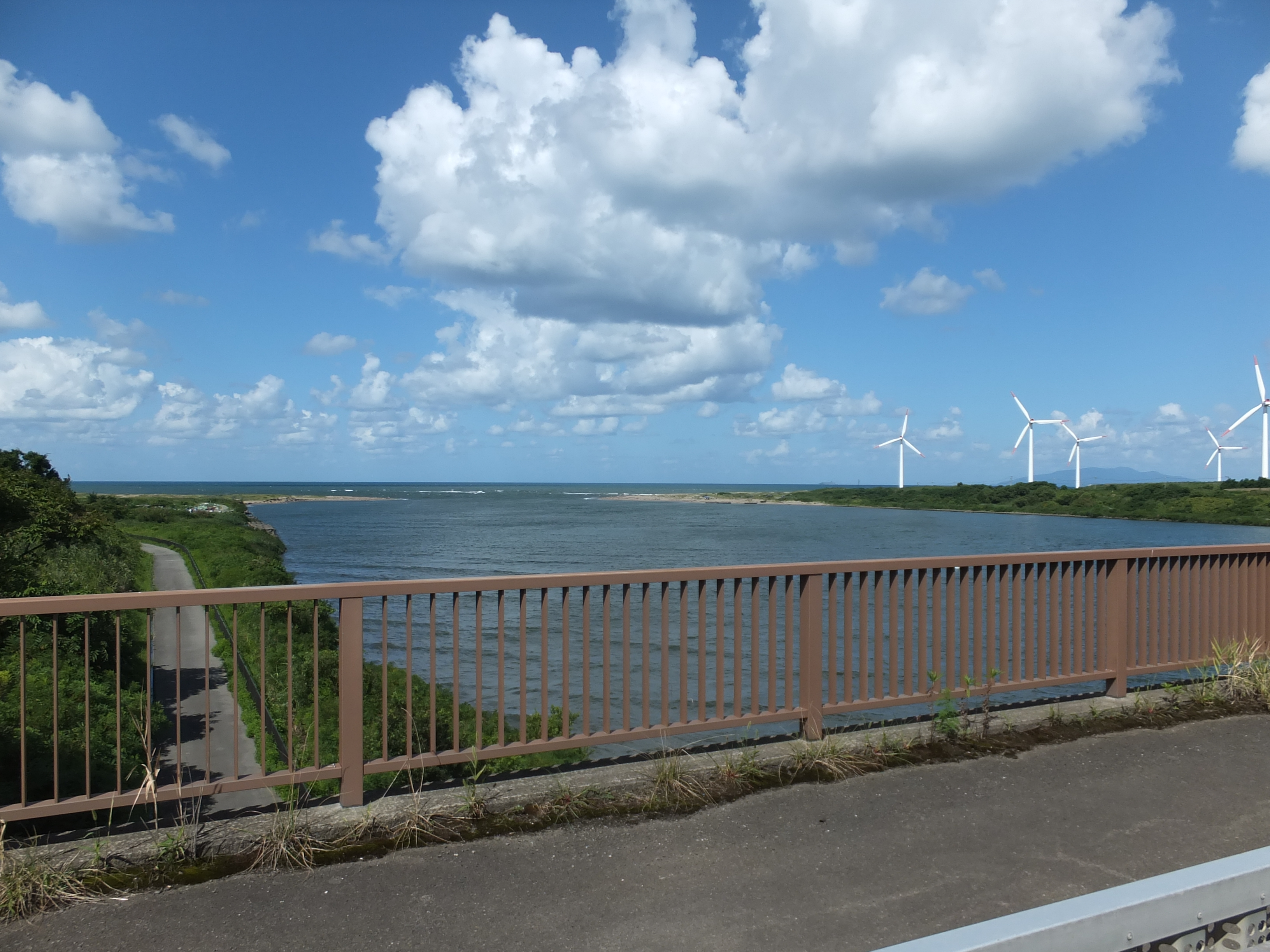
放水路の河口部

雄物川放水路（おものがわほうすいろ）は、秋田県秋田市を流れ日本海に注ぐ一級河川雄物川の放水路である。1938年に雄物川の洪水を防ぐために作られた。延長は約2km。放水路が完成する前の旧雄物川は秋田運河となっている。

## 概要
雄物川放水路完成以前の雄物川下流部は、蛇行が著しく、大雨時には雄物川・岩見川・旭川の沿川部にある秋田市街地や平野の約1/3が、毎年のように洪水被害を受けていた。1886年（明治19年）、水害から地域を守る対策として『雄物川河口から上流10km地点で雄物川を閉めきり、新屋から丘陵を掘削し日本海に放流する2kmの新しい水路をつくる』ことにした。1917年（大正6年）に着手、22年の歳月と当時の金額で1170万円に及ぶ莫大な費用と延べ397万人の労力をかけて1938年（昭和13年）に完成した。

## 歴史
- 1886年（明治19年） - 県会で国への国庫補助による雄物川改修の要請を決議。
- 1899年（明治32年） - 県会で県下の5大問題の一つとして、雄物川改修事業着手を決議。
- 1910年（明治43年） - 全国的に洪水被害を受ける。雄物川が国費支弁工事河川に指定される。
- 1911年（明治44年） - 雄物川実地測量が始まる。
- 1915年（大正4年） - 雄物川改修事業計画が帝国議会で採択される。
- 1917年（大正6年） - 雄物川改修工事着工。
- 1919年（大正8年） - 雄物川放水路（開削）着工。
- 1938年（昭和13年） - 秋田運河（旧雄物川）着工、雄物川放水路通水。
- 1954年（昭和29年） - 秋田運河開通[2]。
- 2007年（平成19年）11月 - 「土崎港関連施設」の1つとして土木学会選奨土木遺産に選定[1]。